# مارغريت ثاتشر
مارغريت هيلدا تاتشر (بالإنجليزية: Margaret Thatcher) (13 أكتوبر 1925 بمدينة غرانثام، لنكولنشاير -8 أبريل 2013 لندن) هي سياسية بريطانية، كانت رئيس وزراء المملكة المتحدة للفترة من 1979 إلى 1990، وزعيمة حزب المحافظين للفترة من 1975 إلى 1990، وهي أول امرأة تولّت رئاسة وزراء المملكة المتحدة وفترة حكمها في بلدها هي الأطول خلال القرن العشرين، وقد لازمها لقب «المرأة الحديدية» الذي عرفت به وتعد من أهم الشخصيات المؤثرة في تاريخ المملكة المتحدة ووسمت سياساتها بالتاتشرية. وبسبب السياسات التي اتبعتها مارغريت تاتشر خلال فترة حكمها كرئيسة للوزراء، ظهرت العديد من الجماعات التي أيدتها وعلى صعيد آخر وقف ضدها العديد من أحزاب المعارضة.
يعود أصلها إلى عائلة من التجار البروستاغلاندين [بحاجة لمصدر] الذين عاشوا في مدينة صغيرة في إنجلترا. وقد شاركت في العديد من الأنشطة الطلابية والأحزاب السياسية المختلفة بصفتها طالبة نابغة في شبابها. وأصبحت خلال سن مبكرة عضوة في حزب المحافظين، وتبع ذلك انتخاب تاتشر عام 1959 في مجلس العموم عن فنشلي. عينها إدوارد هيث وزيرة للتعليم في 1970. وتزوجت برجل أعمال ثري. وقد خطت باتجاهاتها إلى اتجاه المحافظين الليبرالي السياسي العام. وبحلول عام 1980 أصبحت ذات دور فعال في المملكة المتحدة وذلك بالعمل على الابتعاد عن الاستثمارات الاقتصادية في الدول الغربية، وتطبيق قوانين الخصخصة، وبتشجيع قيام السوق الاقتصادي الحر، والعمل على الحفاظ على حقوق العمال، واتباع السياسة الليبرالية الجديدة. تراجعت شعبية تاتشر خلال السنوات الأولى من عملها في ظل الركود وارتفاع معدلات البطالة، حتى انتصار حرب الفوكلاند عام 1982 وجلب الاقتصاد المتعافي الدعم، مما أدى إلى إعادة انتخابها عام 1983. وقد نجت من محاولة الاغتيال في عام 1984 في تفجير فندق برايتون. أعيد انتخاب تاتشر لولاية ثالثة في عام 1987. وخلال هذه الفترة كان دعمها لرسوم الجماعة (المشار إليها باسم «ضريبة الاقتراع») غير شعبية على نطاق واسع، وآراؤها بشأن السوق الأوروبية المشتركة لم يتقاسمها آخرون في مجلس الوزراء.
اصطدم الحزب المحافظ مع المعارضة اليسارية في البلاد في ذلك الوقت على الساحة الدولية، وأيضا مع دول الكتلة الشرقية أثناء الحرب الباردة.
وقد عرفت مارغريت ثاتشر بلقب المرأة الحديدية وذلك بسبب تطبيق السياسات الحازمة دون أي تمييز لأي طرف.
وقد اضطرت ثاتشر إلى ترك منصبها السياسي كرئيسة للوزراء، وإنهاء عملها السياسي تماماً وذلك بسبب الانقسامات داخل الأحزاب السياسية، وبعد أن أطلق مايكل هسلتين تحدياً لقيادتها. أعطيت لها نسل الحياة كابارونة ثاتشر (من كستيفن في مقاطعة لنكولنشاير) التي يحق لها الجلوس في مجلس اللوردات واستمرت نشطة بعد رئاسة الوزراء عند رئاسة جون ميجر، وقد تحولت سياسات حزب العمال بشكل جذري. وبعد سلسلة من السكتات الدماغية الصغيرة في عام 2002، تم نصحها بالانسحاب من الخطابة. على الرغم من ذلك، تمكنت من تسجيل ثناء إلى رونالد ريغان قبل وفاته، والتي تم بثها في جنازته في عام 2004. في عام 2013، توفيت من سكتة دماغية أخرى في لندن، في سن ال 87. دائماً شخصية مثيرة للجدل، وقد أشاد بها الكثيرون باعتبارها إحدى أعظم من عمل في سلك السياسة، وأكثرهم تأثيراً في التاريخ البريطاني المعاصر، حتى مع استمرار الجدل حول منهجها.

## النشأة والتعليم
ولدت ثاتشر باسم مارغريت هيلدا روبرتس في 13 تشرين الأول/أكتوبر في عام 1925 في غرانثام، لينكولنشاير. كان والداها ألفريد روبرتس من نورثهامبتونشاير، وبياتريس إيثيل من لينكولنشاير. قضت ثاتشر طفولتها في غرانثام حيث امتلك والدها متجرين للبقالة. ساعدت عائلة ثاتشر فتاة يهودية مراهقة تدعى موريل هاربة من ألمانيا النازية، ووفرت لها ملجأ لفترة قصيرة قبل الحرب العالمية الثانية في عام 1938.
كان ألفريد روبرتس عضو مجلس بلدي ومن الواعظين الميثوديين المحليين، وربى ابنته على أساس ويزلي ميثوديي صارم، وكان يذهب إلى كنيسة فينكين ستريت الميثودية. [9] جاء من عائلة ليبرالية لكنه عبر عن نفسه (كما كان معتادًا في الحكومة المحلية) كمستقل. شغل منصب عمدة غرانثام بين عامي 1945-1946، وفقد منصبه كعضو مجلس بلدي في عام 1952 بعد أن فاز حزب العمل بالأغلبية الأولى في مجلس غرانثام في عام 1950.

### أكسفورد: 1943-1947
وصلت مارغريت إلى أكسفورد في عام 1943 وتخرجت في عام 1947 مع مرتبة شرف من الدرجة الثانية، وعلى درجة البكالوريوس في علوم الكيمياء لمدة أربع سنوات، وتخصصت في علم البلورات بالأشعة السينية تحت إشراف الكيميائي دوروثي هودجكين.
كانت أطروحتها عن بنية غراميسيدين المضاد الحيوي. لم تكرس ثاتشر نفسها تمامًا لدراسة الكيمياء حيث كانت تنوي فقط أن تصبح كيميائية لفترة قصيرة من الزمن. كانت تفكر في القانون والسياسة أثناء دراستها للكيمياء، وقيل إنها كانت فخورة بأنها كانت أول رئيسة للوزراء حاصلة على درجة علمية من أن تصبح السيدة الأولى.
عُرفت ثاتشر خلال فترة وجودها في أكسفورد بموقفها المعزول والخطير. قال حبيبها الأول توني براي: «إنها شخصية مفكرة للغاية ومتحدثة بارعة، وربما كان هذا ما أثار اهتمامي بها حيث كانت جيدة في المواد العامة». [20] [21] دفعه حماسها للسياسة كفتاة بالنظر إليها على أنها غير عادية. 
التقى براي في وقت لاحق مع والديها ووصفهم بأنهم حازمين قليلاً ولائقين جدًا. أنهى براي علاقته مع ثاتشر في نهاية الفصل الدراسي في جامعة أكسفورد حيث ابتعد بشكل تدريجي عنها. قال براي في وقت لاحق أنه يعتقد أن ثاتشر قد أخذ العلاقة بجدية أكثر مما فعل هو.

### العمل بعد التخرج: 1947-1951
انتقلت ثاتشر بعد التخرج إلى كولشيستر في إسيكس للعمل كباحثة كيميائية في شركة بي إكس بلاستيكس البريطانية قرب مانينج تري. Agar (2011) تقدمت بعدها بطلب للحصول على وظيفة في شركة إمبريال كيميكال اندستري البريطانية ولكنها رُفضت بعد أن قيمتها إدارة شؤون الموظفين بأنها قوية ولكنها عنيدة وذاتية الرأي.
انضمت ثاتشر إلى رابطة المحافظين المحلية وحضرت مؤتمر الحزب في لاندودنو في ويلز في عام 1948 كممثلة لجمعية المحافظين الجامعيين، وأصبحت في الوقت نفسه من المنتسبين الرفيعي المستوى لنادي فيرمين، وهي مجموعة من المحافظين الشعبيين تشكلت ردًا على تعليق مهين من قبل السياسي ووزير الصحة السابق أنورين بيفان.
كان أحد أصدقائها في أكسفورد صديقًا لرئيس جمعية المحافظين في دارتفورد الذي كان يبحث عن مرشحين. أُعجب بها مسؤولو الجمعية لدرجة أنهم طلبوا منها التقدم على الرغم من أنها لم تكن مدرجة في القائمة المعتمدة للحزب، واختيرت في كانون الثاني/يناير في عام 1950، وأضيفت إلى القائمة التي قُبلت مسبقًا.

## فترة شبابها
ولدت مارغريت هيلدا روبرتس في مدينة غرانثام في لينكولنشاير شرقي إنجلترا، وكانت والدتها إثيل من عائلة بياتريتشي بلينكولنشاير، أما والدها ألفريد روبرتس فقد كان بقالاً وفي نفس الوقت كان عضواً نشطاً في الأنشطة السياسية المحلية، كما كان واعظاً في الكنيسة الميثودية.ولهذا السبب فقد أصبحت مارغريت مسيحية متدينة ميثودية. وقد عاشت طفولتها في دكان والدها القائم في منزلهم، وبعد ذلك ذهبت إلى مدرسة هونتنج تاور وبعد ذلك حصلت على منحة دراسية إلى مدرسة البنات في كيستفن وغرانثام. ووفقاً لسجلات المدرسة فقد كانت طالبة نشيطة ومتفوقة وتعمل على تحسين مستواها الدراسى باستمرار، وبخلاف دروسها المدرسية فقد تعلمت العزف على البيانو ورياضة الهوكى وقراءة الشعر والسباحة والمشي. واحتلت المركز الأول على مدرستها كأفضل طالبة في عام (1942-1943)
وفي الصف السادس حصلَت على منحة دراسية لدراسة الكيمياء في كلية سمرفيل بجامعة أكسفورد.وقد رُفِض طلبها المقدم للمنحة ولكن بانسحاب المرشح الآخر قبل طلب السفر للمنحة. وقد التحقَت بجامعة أكسفورد في عام 1943 ثم في عام 1947 تخرجَت في قسم الكيمياء بمرتبة الشرف وكانت الثانية على الدفعة. وقد اختيرت لرئاسة جمعية المحافظين بجامعة أكسفورد في عام 1946. وقد تأثرت بحديث فريدريش فون هايك -الذي درّسها في الجامعة-عن أن الأنظمة الاستبدادية تؤدي إلى اضطراب الاقتصاد في الدولة
وبعد تخرجها من الجامعة عملت في القطاع الكيميائى، وانتقلت بعدها إلى كولشستر في اسيكس. وانضمت بعدها إلى جمعية المحافظين المحلية هناك، ومثلت هذه الجمعية في مؤتمر حزب المحافظين في لندن. وقد تعرّفت هناك على أحد اصدقائها من جامعة أكسفورد والذي يمثل منصب رئيس جمعية المحافظين دارتفورد في المدينة. وفي ذلك الوقت كان مديرو الجمعية التنفيذيون يبحثون عن مرشحين لعضوية البرلمان، فقد اختير كعضو في الجمعية في يناير 1951 على الرغم من عدم وجود اسمه على قائمة المرشحين لأعضاء حزب المحافظين. وعقب إعلان فوزه كمشرح لحزب المحافظين طلق زوجته خلال عشاء عمل وعرف باسم (دينيس ثاتشر)رجل الأعمال الثرى.ومن اجل الاستعداد والتجهيز أكثر للانتخابات انتقل إلى منزلة بدارتفورد. وفي ذلك الوقت استمرت ثاتشر بالعمل في القطاع الكيميائى، وكانت عضوة في الفريق الذي طور تكنولوجيا اختفاء الايس كريم من الذوبان

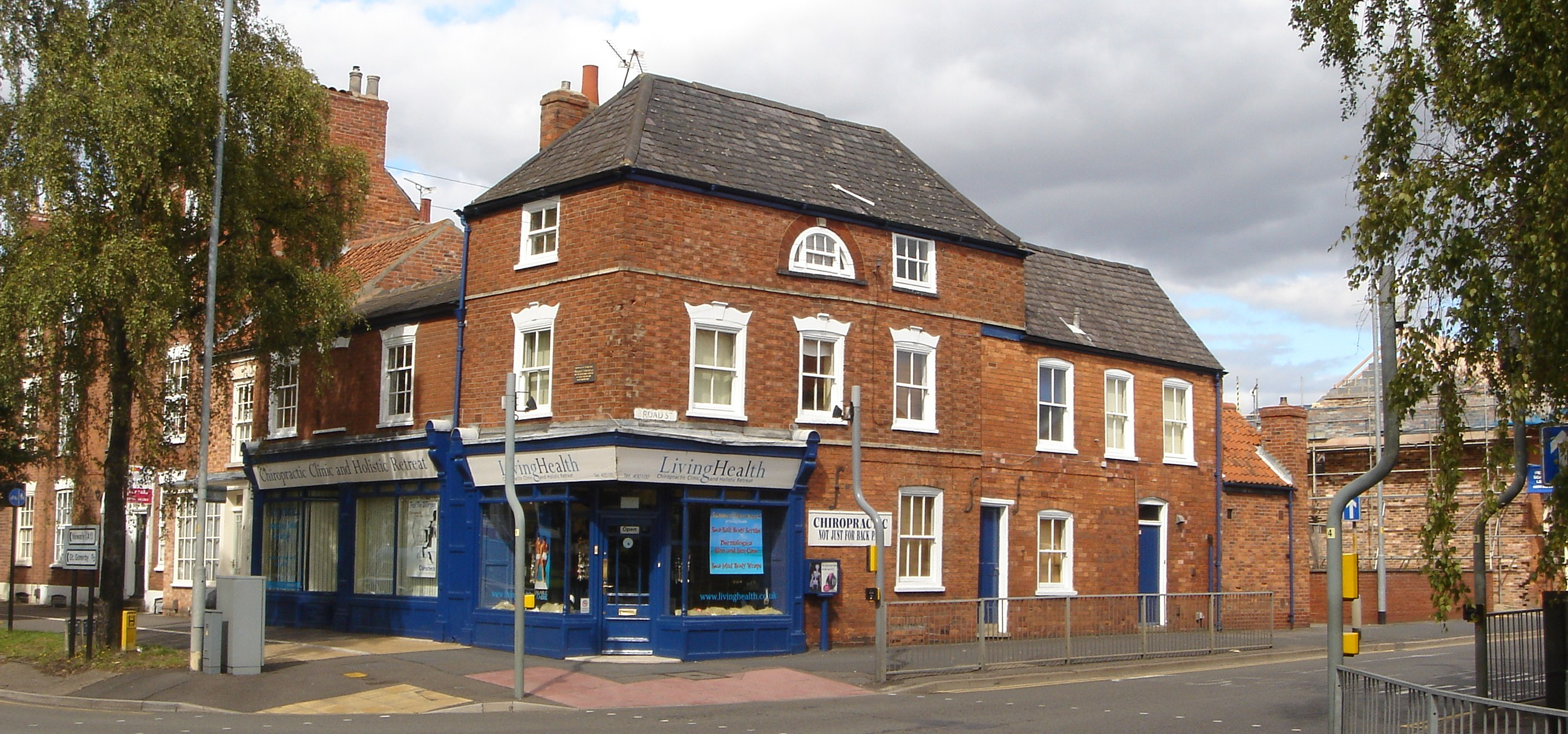
المنزل الذي عاشت به مارغريت تاشتر ويوجد امام دكان البقالة الذي كان يعمل به والدها

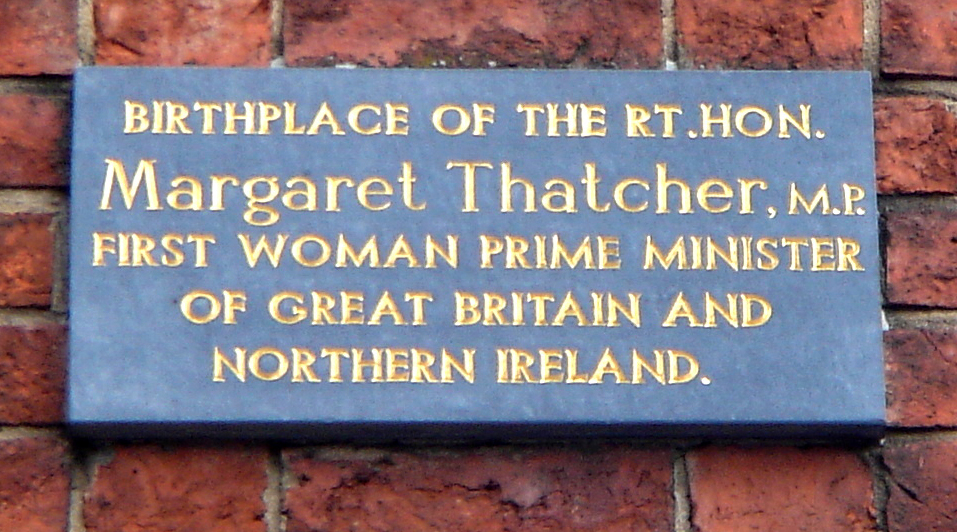
يوجد لوحة على المنزل مكتوب عليها (ولدت هنا حضرة النائبة مارغريت ثاتشر،وهى أول رئيسة ووراء لبريطانيا وشمال ايرلندا

## العمل السياسي في الفترة من 1950-1970
في الفترة من 1950-1951 انضمت إلى انتخابات حزب المحافظين كأصغر عضوة شابة، وقد ناضلت في دارتفورد من معاقل هذا الحزب ضد حزب العمال. وفي عام 1951 تزوجت بدنيس ثاتشر الذي تعرفت عليه أثناء النشاطات السياسية. وقد دعمها زوجها رجل الأعمال الثري دنيس ثاتشر باستكمال أعمالها ونشاطتها السياسية. وفي عام 1953 رزقوا بالتوأم، وفي نفس العام عملت ثاتشر كخبيرة حقوقية في القانون الضريبي. وقد بذلت ثاتشر كل ما في وسعها لتكون مرشحة لإحدى المناصب في حزب المحافظين. وبعد العديد من محاولات الرفض المتعددة أصبحت عضوة من فينشلي في الانتخابات في عام 1959، واختيرت كعضوة في المجلس العمومي. وخلال أول خطاب لها في البرلمان دعى من أجل عمل الاجتماعات المحلية بشكل استثنائي، وأصبح هذا القرار بعد ذلك قانونا يطبق. وفي عام 1961 صوتت من أجل رفع استخدام الكرباج كوسيلة للعقاب. وقد كانت واحدة من نواب حزب المحافظين إلى دعت إلى تجريم المثلية الجنسية عند الذكور. وعلى الرغم من ذلك إلا أنها سمحت بقيام عمليات الإجهاض. وعلى صعيد آخر، كانت ضد إلغاء عقوبة الإعدام، وصوتت ضد عمليات التي تقام من أجل تسهيل الطلاق. وفي عام 1966 فقد قالت في المؤتمر الصحفي الذي عقد لمعارضة السياسة الصريبية لحزب العمال (أن هذه السياسة ليست فقط موجهة للاشتراكية، ولكن أيضا إلى الشيوعية). أما في عام 1967 أثناء حكومة الظل فقد أصبحت مسؤولة عن النقل، والوقود، والتعليم.

### الوزارة
وبعد فوزها في انتخابات حزب المحافظين عام 1970 تم تعيينها وزيرةً للتعليم والعلوم في مجلس الوزراء، وفي الأشهر الأولى لتوليها الوزارة اضطرت إلى إجراء تخفيضات في الميزانية العامة وإيقاف توزيع الحليب المجاني على الأطفال من سن سبع إلى عشر سنوات، ولهذا السبب عُرفت ثاتشر بأنها سارقة الحليب (ثاتشر، خاطفة الحليب) وواجهت العديد من المعارضات والاحتجاجات. ووفقاً لتقرير اجتماع مجلس الوزراء المصرح به في 2001 فقد تراجعت ثاتشر عن قطع الحليب عن الحضانة خوفاً من رد فعل الشعب واقترحَت وضع حلول ومعايير فيما يخص ارتفاع أسعار الوجبات المدرسية، واقترحَت عدم دفع رسوم للمدارس والمكتبات، ووجّهَت أيضا دعوات لوضع حلول لهذه المشكلات، وباستثناء رسوم المكتبات قُبِلت كل الاقتراحات والآراء في اجتماعات مجلس الوزراء
وقد قامت ثاتشر -التي عُرفت بلقب (يسارية) في فترة اشتغالها بالوزارة-برفع الامتحانات عن المدارس الإعدادية في محاولة للمساواة بين التعليم في كلا المرحلتين، وبهدف نشر وتوفير مجالات التعليم المفتوح في المملكة المتحدة فقد تم إنقاذ الجامعات المفتوحة المقامة في الدولة من الإغلاق. وثاتشر -التي قد ضيّعَت من بين يديها فرصة التعليم الجامعي في سن مبكر- فقد سمحت بتوافر الإمكانات البسيطة والرخيصة التي تسمح للشباب بالابتكار في هذا السن المبكر
وقد عينت مرة أخرى في حكومة الظل وذلك عقب هزيمتها في انتخابات حزب المحافظين 1974، وفي هذه المرة تولت وزارة البيئة والإسكان. وبتوليها هذه الوزارة عملت على توفير العائدات للحكومات المحلية للانتقال إلى النظام الضريبي النسبي ، وبدأت في تكوين سياسات الدفاع عن الضرائب النسبية المؤقتة. وقد جمعت هذه السياسة بين كبار أنصار حزب المحافظين
ودعمت ثاتشر كيث جوزيف الذي ساعد على عدم الفوضى في السياسات المالية في حكومة هيذر. وفي عام 1974 من أجل عدم خسارة الانتخابات مرة أخرى فقد قرر جوزيف الوقوف ضدها مرة أخرى ولكنه تراجع بعد ذلك. وبناء على ذلك فقد قررت ثاتشر بمنافسة هيذر والسعي خلف تولي منصب رئاسة حزب المحافظين. وأن ثاتشر التي حصلت على أصوات غير متوقعة أكثر من هيذر في الجولة الأولى، فإنها أصبحت رئيسة لحزب المحافظين بأغلبية الأصوات في الجولة الثانية التي أقيمت في 11 فبراير 1975. وقد اختارت ويليام وايتلو كنائبا لها بدلاً من سلفه هيذر .ارا

## زعيمةالمعارضة
وجهت مارغريت ثاتشر انتقادات عنيفة إلى الاتحاد السوفيتي في الكلمة التي ألقتها في 19 يناير 1976 
(أن الروس هم المسيطرين على العالم الآن وبيدهم زمام الأمور. ومن أجل أن تكون الدولة الأكثر توسعا في التاريخ لا بد من توافر جميع الإمكانيات بسرعة كبيرة، وليس من الضروروي الاهتمام بما يفكر به كبار رجال الدولة في المكتب السياسي للاتحاد السوفيتي، لأنهم وضعوا الأسلحة مقابل الزبد ونحن نرى أيضا أن كل شيء يضع في مقابل الأسلحة).
وردّا على ذلك فقد لقبت صحيفة النجم الأحمر -وهي صحيفة تابعة لوزارة الدفاع كراستايا زفيزدا السوفييتي –ثاتشر بلقب (المرأة الحديدية). وسرعان ما انتشر هذا اللقب في فترة وجيزة في كل أنحاء العالم عبر راديو موسكو. أحبت ثاتشر هذا اللقب كثيرا وأن هذا اللقب ينسب للشخص الذي لا يرجع في قراره أبدا
وقد احتلت ثاتشر مكانا في وزارة الظل التي أسسها هيذر، وتبنت العديد من وجهات النظر المختلفة داخل حزب المحافظين  ومن أجل قبول الحزب لوجهات النظر المالية كان لا بد من إتمامها على أكمل وجع وتوخي الحذر في وضعها. وقد حسمت حكومة هيذر اللامركزية سياسة اسكتلندا. في يناير 1978 بدأت حوارها  الذي أذيع في تلفزيون غرناطة (أننا نشعر بالقلق من احتلال ثقافات بلاد أخرى لعقول هذه البلد). وقد أعلن فوز حزب المحافظين على حزب العمال بنسبة 49 % بعد أن كانت نسبته 43%. وقد ادعى بعض المعلقين بأن ثاتشر تقف في صفوف حزب المحافظين على حساب الجبهة الوطنية البريطانية.
وقد أظهرت الدراسات الاستقصائية التي أُجريت قبل الانتخابات العامة عام 1979 بأنه على الرغم من دعم الأغلبية لحزب المحافظين إلا أن جيمس كالاهان رئيس حزب العمال يرشح على أن يكون رئيس للوزراء. وقد تدهور وساء وضع حزب العمال في شتاء 1978-1979 وذلك بسبب النزاعات في القطاع الصناعي، الاضطرابات، ارتفاع معدلات البطالة، وتدهور الخدمات العامة. وقد قال أعضاء حزب المحافظيين أن حزب العمال لا يعملون، وانتقدوهم أيضا في ارتفاع معدلات البطالة، وتدخلهم بشكل كبير في سوق العمل.
وبذلك سقطت حكومة كالاهات في ربيع 1979 بعد أن فشلت في الحصول على التصويت لدعمها وبقائها. وفي نهاية الانتخابات العامة تم انتخاب حزب المحافظين ب 43 مقعد في مجلس العموم واختيرت مارغريت ثاتشر لرئاسة الوزراء.

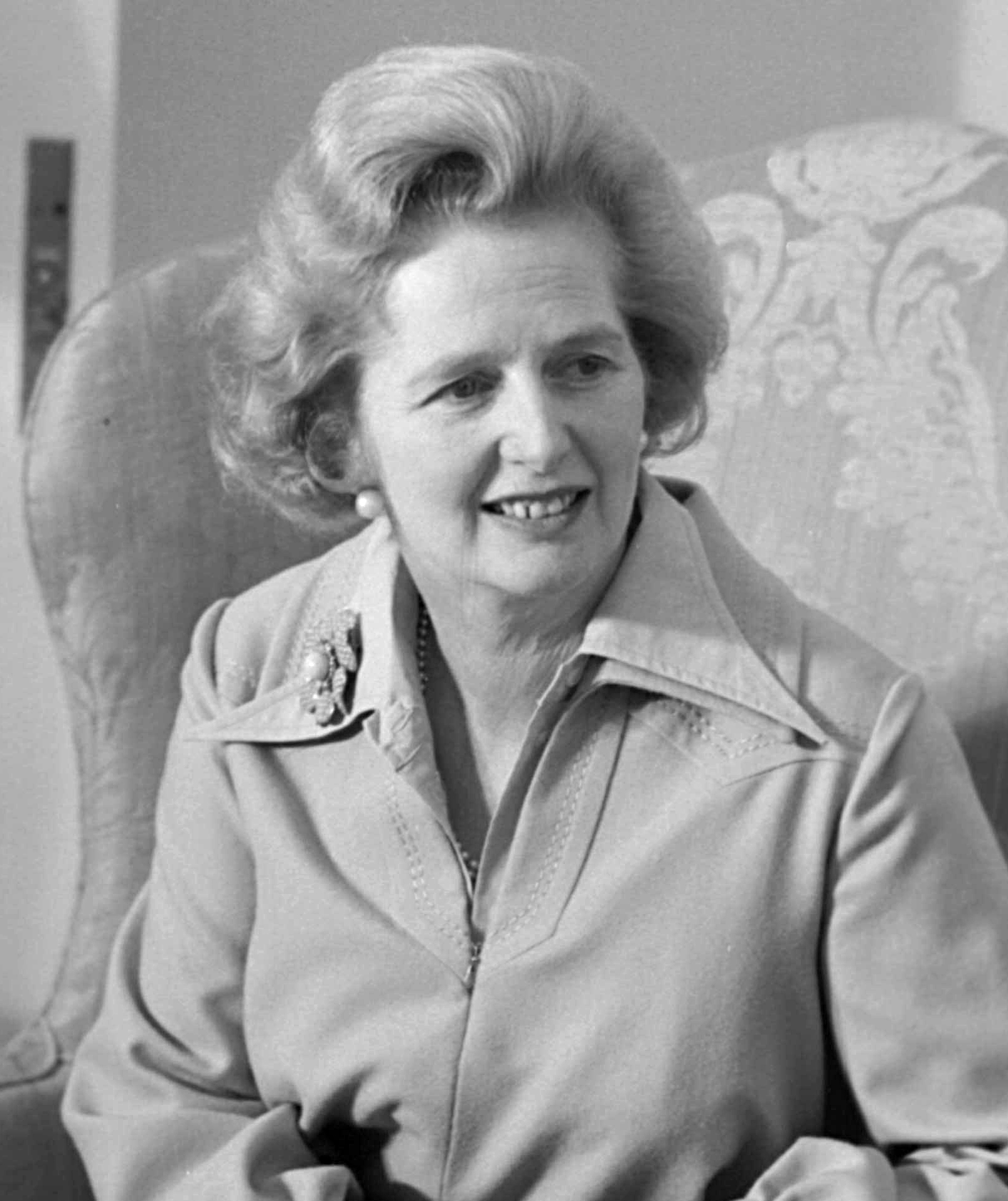
مارغريت ثاتشر زعيمة المعارضة

## رئاسة الوزراء

### 1979-1983
قد أسست ثاتشر حكومة جديدة في 4 مايو 1979 وذلك لمنع الانهيار الاقتصادي للملكة المتحدة، والحد من دور الدولة في الاقتصاد. وأرادت بها أن تكون أكثر فعالية في تعزيز العلاقات الدولية والقيادة وذلك للتخلص من خضوع المملكة المتحدة تحت تأثير البيروقراطية البريطانية. وفي عام 1980 كانت توجد العديد من أوجه الشبه ونقاط التلاقي بين كل من الرئيس الأمريكي رونالد ريغان (وبدرجة أقل) ورئيس الوزراء الكندي براين مولروني في عام 1984. وعلى الرغم من الأيديولوجية السياسية المهيمنة في البلاد الأنجلوسكسونية إلا أنها غير سائدة في باقي البلدان الأخرى. وفي عام 1983 فقد طبّق تورغوت أوزال رئيس وزراء تركيا سياسة اقتصادية مشابهة لسياسات ثاتشر وذلك في عمله في المحافظة الليبرالية
وقد قال رئيس الوزراء الآيرلندي تشارلز هوغي في المؤتمر الذي عقده للتحدث فيما يخص مشكلة أيرلندا الشمالية في 20 مايو 1980 في قاعة أفام (أن القضايا الدستورية الخاصة بأيرلندا الشمالية تخص شعبه فقط، وأن هذه الحكومة ستهتهم بهذا البرلمان وليس لأي أحد آخر شأن بهذا الوضع) 
وفي عام 1981 فإن أسرى الجيش الجمهوري الآيرلندي وجيش التحرير الوطني الآيرلندي المتواجد في سجن المتهاة في أيرلندا الشمالية، بدأوا بالاضراب عن الطعام من 5 سنوات وذلك من أجل إعادة النصر والمكسب اليهم مرة أخرى. وقد رفضت ثاتشر هذه التسوية مع السجناء قائلة (أن الجريمة جريمة وليس لها علاقة بالسياسة). ومع ذلك توفي 10 أشخاص نتيجة عن هذا الإضراب وعقب زيادة أعداد المضربين عن الطعام في البلاد تم إعطائهم بعض الحقوق إلى السجناء السياسيين.
وعلى صعيد آخر فقد واصلت ثاتشر اتباعها بعض السياسات التي جاءت خلال ترك القوات المحلية وظائفهم في أيرلندا الشمالية وذلك خلال الحكومة حزب العمال السابقة. وطبقا لثاتشر، فإن أيرلندا الشمالية التي دافعت عن وحدة المملكة المتحدة كانت أيضا مدافعة عنهم ضد الجيش الجمهوري الأيرلندي. وعلى هذه الحالة فإن التفاعلات التي تأتي نتيجة موت الجنود البريطانيين في أيرلندا الشمالية تعمل على تخفيف العبء على الجيش 
أما في مجال الاقتصاد، فقد قامت ثاتشر بتقييم أكبر عائق يواجد الاستثمارات في القطاع الخاص ورأت أن العقبة الكبرى تتمثل في التضخم الذي يمثل 21 % في عام 1980. ووفقا إلى هذا التضخم فإن العوامل الأساسية التي تساعد على هاذ التضخم هي الإنفاق العام المفرط، والاقتراض. ومن أجل حل هذه المشكلة فقد سيطروا على المعروض النقدي، والعمل على زيادة أسعار الفائدة للحد من الديون. وبتولي ثاتشر الرئاسة عملت على رفع سعر الفائدة في 6 أشهر من 14 % إلى 17 %. وبسبب ضريبة دخل الضرائب غير مباشرة فقد انخفض سعر الفائدة إلى 15 % وارتفع معدل التضخم بشكل هائل 
وبسبب الركود  الاقتصادي لهذه السياسة فقد ارتفعت معدلات البطالة في حزب العمال في عام 1979 من 1.3 مليون شخص إلى مليون ونصف شخص. ويعد إعادة هيكلة القطاع الصناعي مرة أخرى هي واحدة من أهم الاسباب التي تسببت في ارتفاع معدلات البطالة. وقد قامت ثاتشر مخالفة لحزب العمال بعدم إعادة دعم القطاعات. وقد أصبحت البطالة في عصر ثاتشر من أهم القضايا الاقتصادية
أن السياسيين اللذين كانوا يقومون بتطبيق سياسة ثاتشر قاموا بالدفاع عن هذه السياسة في مؤتمر الحزب في 1980 (توجد كلمة واحدة إلى المنتظرين عدم رجوع سياسة ثاتشر، إذا أردتم عودوا أنتم، النبلاء لا يعودوا) وتم تأكيد هذه الكلمات بالميزانية العامة في عام 1981 التي تبلغ 364 ، وعلى الرغم من المخاوف المتعلقة بالخطاب المفتوح الذي جاء من الاقتصاديين المعروفين إلا أن الحكومة تعمل على زيادة معدلات الضرائب في وقت الركود الاقتصادي. وفي يناير عام 1982، فقد انخفضت معدلات التضخم مرة أخرى إلى أرقام فردية، وفتح طريق أيضا إلى انخفاض أسعار الفوائد بشكل طبيعي. واستمرت البطالة بشكل متزايد حتى بلغ حجم البطالة إلى 3 ملايين نسمة. وبسبب التغيرات التي أجريت على التعريف الرسمي للبطالة فقد صرح المعلقين بأن حجم البطالة الحقيقية يقدر ب 5 ملايين نسمة. ومع ذلك فقد صعبت  حكومة ثاتشر حق التأمين ضد البطالة، ولكن بعد ذلك قام وزير الأعمال نورمان تيبييت بتغيير هذه القوانيين لتحديد عدد العاطلين عن العمل ووفر مجالات التأمين للعاطلين فقط. وقد ثبت بعد ذلك بعد الكشف عن العدد الحقيقي للعاطلين أن الأرقام المعلنة مصطنعة ومبالغ فيها. وفي عام 1983 انخفضت معدلات الإنتاج الصناعي في المملكة المتحدة، مقارنة بمعدلاته في عام 1978 التي وصلت إلى 30 %.
وفي هذه الأثناء تولى المجلس العسكري السلطة في الأرجنتين، وقد بحثوا عن طرق يتمكنوا من خلالها كسب الشعب الذي فقدوه مرة أخرى وذلك بسبب المشاكل التي مروا بها في المجال الاقتصادي. وفي 2 أبريل 1982 احتلت الأرجنتين جزر (الإسبانية، مالفيناس) وجزر فوكلاند محتلة منذ عام 1830. وكانت هذه أول غزو لأراضي المملكة المتحدة منذ الحرب العالمية الثانية. وفي غضون بضعة أيام قامت ثاتشر بإرسال  أسطول بحري من أجل استرداد الجزر التي تم السيطرة عليها. واستطاعت المملكة المتحدة تحقيق الانتصار في حرب الفوكلاند وازداد التأييد الشعبي ودعم ثاتشر.
وبفضل حروب الفوكلاند وتقسيم المعارضة، قد فاز حزب المحافظين بالانتخابات مرة أخرى بأغلبية ساحقة في عام 1983. وقد لعب الانتعاش الاقتصادي في عام 1983 دوره في نجاح المحافظين أيضا. وقد شهد هذا النجاح ذروته في عصر ثاتشر

مارغريت ثاتشر مع رونالد ريجان الرئيس الأمريكي في 26 فبراير 1981

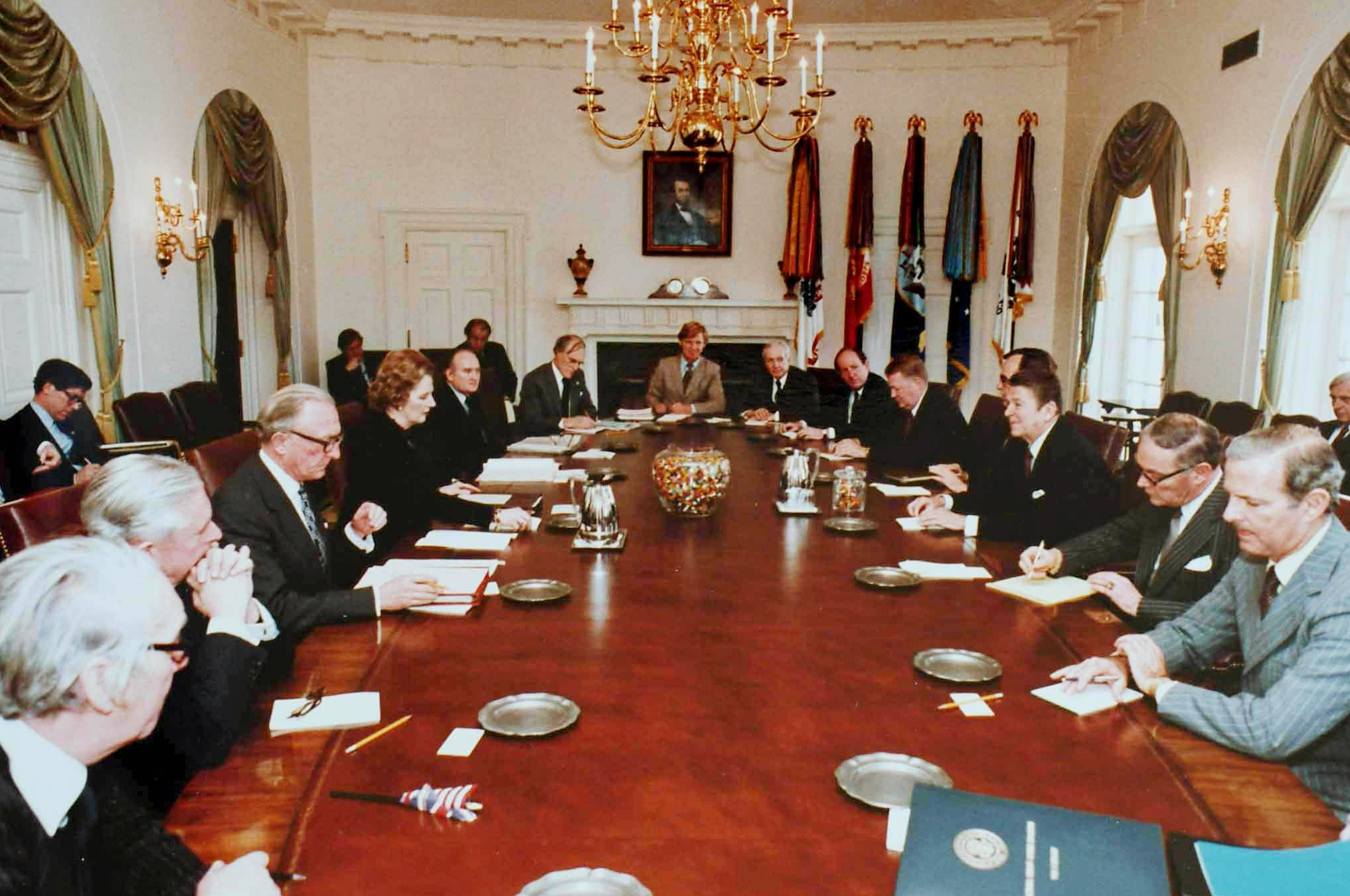
وزارة مارجريت في اجتماع مع رئاسة وزراء ريجان في البيت الأبيض 26 فبراير 1981

### 1983-1987
كانت ثاتشر مصممة على إنهاك وكسر شوكة النقابات ولكن من صعيد آخر فإن حكومة هيذر فقد رجحت تحقيق ذلك على المدى الطويل بدل من إجبارهم على ذلك بالقانون. ومقابل ذلك قامت العديد من النقابات بتنظيم الإضرابات التي تهدف إلى إنهاك ثاتشر. ومن أهم هذه الإضرابات التي نظمت هو إضراب الاتحاد الوطني لعمال المناجم في 1984-1985. ولكن ثاتشر قد واجهت هذا الإضراب عن طريق تخزينها للفحم احتياطيا، وبناء على ذلك فإنه في عام 1972 لم يكن لديهم أي انقطاع في التيار الكهربائي. قد أثارت الأساليب التي استخدمتها الشرطة أثناء الإضرابات المقامة استفزاز جمعيات حقوق الإنسان من انتهاكات أقيمت من أجل منع المشاركين في الوصول إلى هذه الإضرابات وفي نفس الوقت غطت الصحافة والوسائل الإعلامية العديد من الصور التي تدل على هذه الوقائع. وعلى هذه الشاكلة استمر إضراب عمال المناجم عام كامل واضطروا بعد ذلك إلى إنهاء إضرابهم بدون تحقيق أي مكاسب. وقد قامت ثاتشر بناء على ذلك بإغلاق كل المناجم ما عدا 15 منجم وفي عام 1994 عملت على خصخصتهم
إن الحظر الذي فرضته الأمم المتحدة على منع استخدام الأسلحة منع تهريب الأسلحة من المملكة المتحدة إلى إدراة التمييز العنصري التابعة لجمهورية أفريقيا الجنوبية وبناء على ذلك قامت ثاتشر بدعوة كل من رئيس البلاد جورج بوش ووزير الخارجية بيك لوتا بوث إلى المملكة المتحدة من أجل مناقشة الاستثمارات والعقوبات الاقتصادية الخاصة بالمملكة المتحدة. وقد قامت ثاتشر بالتصريح بالعديد من القرارت في المؤتمر الوطني الأفريقي حيث صرحت بإنهاء سياسة التمييز العنصري وعملت على إطلاق سراح نيلسون مانديلا والدفاع عن حقوق السود وتحريرهم، ومنع قذف القواعد في الدول المجاورة، والانسحاب من ناميبيا، وحذرت من قرارات مجلس الأمن التابع لأمم المتحدة. ولكن بوتا لم يعطي اهتمام إلى هذه التحذيرات ولم يضعها في حسبانه. وقد صرحت ثاتشر في الحوار الصحفي الذي أجرته مع صحيفة الغارديان في عام 1986 أن العقوبات الاقتصادية المفروضة على جمهورية جنوب أفريقيا غير أخلاقية لأن هذه العقوبات تسببت  في عدم توفير فرص العمل لملايين السود.
وفي صباح يوم 12 أكتوبر 1984 قبل ميلادها ال 59 بيوم واحد، فقد نجت ثاتشر من انفجار قنبلة وضعها الجيش الجمهوري الأيرلندي في فندق برايتون لمنع مؤتمر حزب المحافظين. ونتج عن هذا الانفجار وفاة خمسة أشخاص. ولو تأخرت ثاتشر خمسة دقائق عن دخول الحمام لكانت تأثرت  بهذا الانفجار. وأرادات ثاتشر في اليوم المقبل للانفجار بعقد اجتماع وفقا للبرنامج الموضوع للمؤتمر ولكن على الرغم من الانفجار عقدت الاجتماع ونالت تقدير وحب الأحزاب والائتلافات السياسية.
وفي 15 نوفمبر 1985 وقعت ثاتشر معاهدة هيلزبره تحت حكم أيرلندا الشمالية مع رئيس الوزراء الأيرلندي جاريت فيتزجيرالد وهي المرة الأولى التي توقع أيرلندا فيها هذه الاتفاقية. وقد قابلت القوات في أيرلندا الشمالية هذه الاتفاقية بالكثير من الغضب. وبناء على ذلك قدمت أغلبية الأشخاص من الأحزاب المؤيدة لهذه القوات استقالتها من البرلمان، وطالبوا بإجراء انتخابات مبكرة. ومع ذلك فإنهم لم يستطيعوا إبطال المعاهدة وإيقافها.
وقامت ثاتشر بتأسيس السوق الحرة ونشر روح المبادرة إستناداً على حنكتها السياسية والفلسفة الاقتصادية. وبمجيئها إلى السلطة فقد عملت على بيع العديد من المراكز التجريبية إلى المؤسسات العامة الصغيرة ولقت ترحيبا كبيرا على هذا القرار. وبعد إقامة الانتخابات في 1983 قد قادت العديد من الحركات القوية ودعمتها، بدءا من شركات الاتصالات البريطانية ووصولاً إلى إقامة العديد من الشركات الكبيرة تكون للمليكة العامة ابتداء من 1940. وقد أخذت العديد من الحصص التابعة للقطاع العام وباعت هذه الحصص بعدها بمدة من أجل تحقيق الربح في وقت قصير. وقد عارض العديد من السياسيين اليسارين سياسات الخصخصة وقاموا بالاتحاد مع الثاتشرية. وقد انتشرت سياسة نشر وشراء الأسهم وقد سميت هذه السياسة التي اتبعها العديد من الأشخاص بالسياسة الرأسمالية 
ودعمت ثاتشر في الحرب الباردة سياسة الردع. وقد عارض الغرب هذه السياسة بشدة في السبعينيات وتسبب ذلك في الاحتكاك والجدال مع الحلفاء. وقد أثار ثاتشر انتباه حركات نزع السلاح النووي التي سمحت بانتشار الأسلحة في المملكة المتحدة والتي عرفت باسم أسلحة الدمار النووي (كروز). ومع ذلك فإنه بمجيئ الزعيم الإصلاحي السوفييتي غورباتشوف إلى السلطة فعمل على تصليح العلاقات وإقامة علاقات إيجابية وفعالة مع الغرب. وقد صرحت ثاتشر في الاجتماع الذي عقد عقب تولي غورباتشوف السلطة بثلاثة أشهر انها تحب وتقدر السيد غورباتشوف، وأنها تريد إقامة علاقات تجارية معه. وان هذا التعليق القوي الذي أدلت به ثاتشر أعقبه انهيار الاتحاد السوفييتي في عام 1991 ودخلت البلاد إلى مرحلة أخرى من الصراعات. وقد قام أنصار ثاتشر مرة باستخدام سياسة الردع ومرة أخرى باستخدام سياسة اللين بالدفاع عن الغرب حتى حققوا النصر.
وبسبب وضع تخفيضات في ميزانية التعليم في جامعة أكسفورد في عام 1985 تم رفض إعطاء لقب الدكتوراه الفخرية بشكل تقليدي إلى رئيس الوزراء المتلقي تعليمه بجامعة إكسفورد 
على الرغم من احتجاجات الحلفاء الآخرين في حلف الناتو في عام 1986 فإنهم دعموا قصف الولايات المتحدة لليبيا من قواعد في المملكة المتحدة. وأنه بموجب التعاون الدفاعي مع الولايات المتحدة فإنه قدم المروحية الإيطالية والإيطالي أوغوستا ويستلاند بدلاً من شركة سيكورسكي التي قدمت للجمهور. وبسبب الاتفاق الذي تم بين أوغوستا ووزير الدفاع مايكل هيزلتاين فقد رفضت ثاتشر هذا القرار وقدمت استقالتها بناء على ذلك. وبعد ذلك نافس هيزلتاين ثاتشر على مقعدها داخل الحزب وقد كان من أهم الأسباب التي ساعدت على تركها السلطة في التسعينيات 
في الفترة الثانية لثاتشر وقعت اتفاقيتين من أهم الاتفاقيات في السياسة الخارجية:
أثناء زيارتها للصين في عام 1984 وقعت اتفاقية التعاون المشترك بين الصين-بريطانيا مع دنغ شياو بينغ. وبناء على ذلك فإن هذه الاتفاقية عرفت باسم اتفاقية (إدارة المنطقة الخاصة) وقد عملت على تغيير الوضع الاقتصادي بشكل أفضل خلال 50 عاما بعد عمل بها في عام 1997 
وقعت ثاتشر اتفاقية أثناء اجتماعها في المجلس الأوروبي الخاصة بالاقتصاد الأوروبي في دبلين في نوفمبر 1979. وقد قالت  في قمة المؤتمر (أننا لا نريد المال من أي منظمة أو مجتمعات، لكننا فقط نريد عودة أموالنا إلينا). عرضت اعتراضات ثاتشر وبعد ذلك حصلت على العديد من الأقساط بمعدل 66% وذلك بربحها بمساهمات من المملكة المتحدة في قمة مؤتمر فونتيلون. وما زالت هذه الاتفاقية قائمة حتى الآن وتقام العديد من النزاعات بين أعضاء الاتحاد الأوروبي من حين لآخر بسبب هذه الاتفاقية 

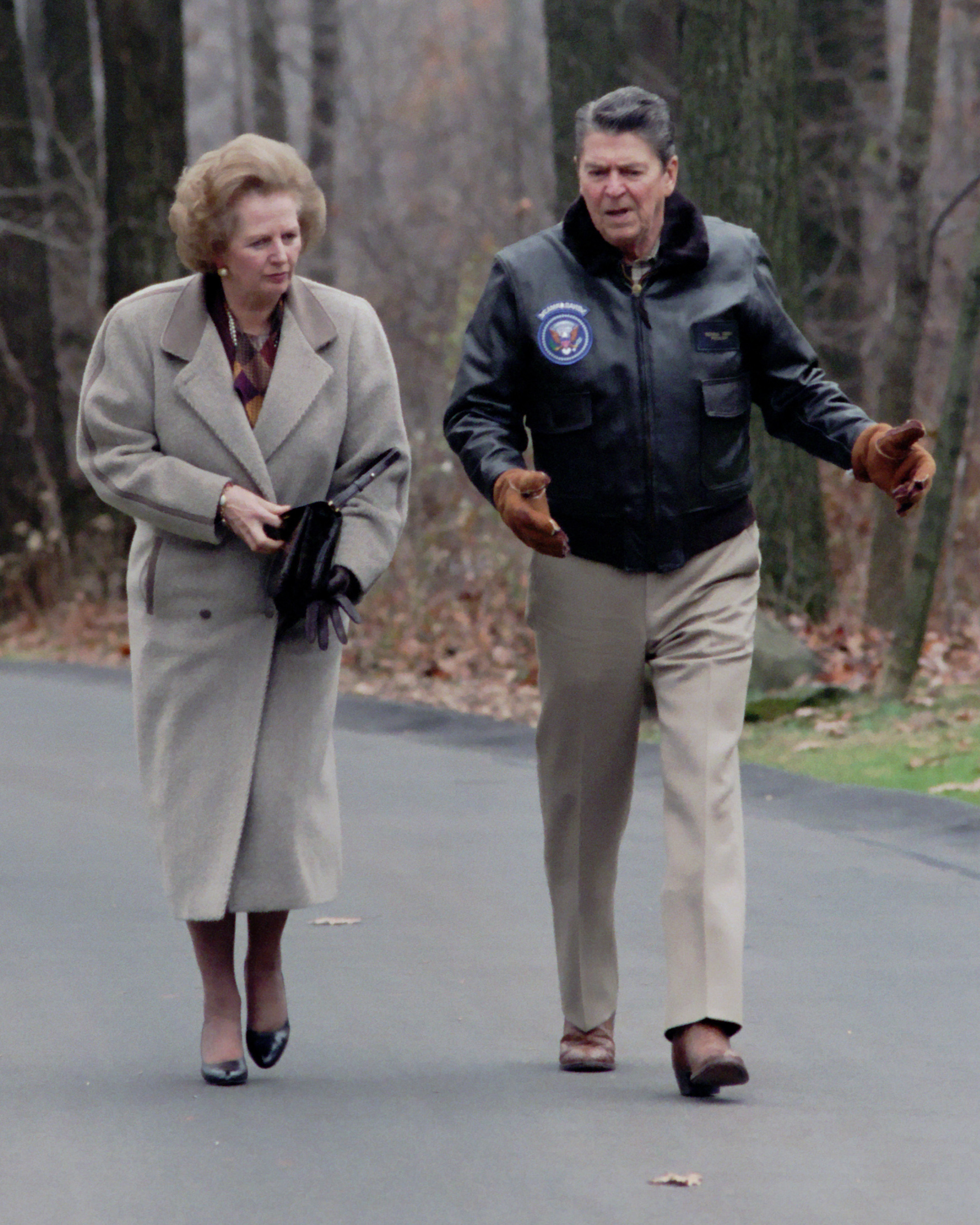
رونالد ريجان مع مارغريت ثاتشر في كامب ديفيد 1986

### 1987-1990
إن ثاتشر -التي فازت 102 مقعد في انتخابات التي أقيمت في عام 1987 وذلك نتيجة دفاعها عن نزع السلاح النووي أحادي الطرف عن حزب العمال والازدهار الاقتصادي الذي ظهر على يدها-كانت أول رئيسة وزراء تفوز بهذا المنصب لثالث مرة على التوالي وذلك منذ اللورد ليفربول الذي عاصر أطول فترة حكم في الولايات المتحدة. وقد قامت كل من ديلي ميرور، الغارديان، الإندبندنت وكل الصحف البريطانية بدعمها وعلى صعيد آخر أخذت الصحافة العديد من البيانات الموجزة من السكرتارية. وقد أعطتها الصحافة تحمل لقب لطيف ألا وهو (ماجي). وقد حول منافسيها هذا اللقب شعارا ضدها قائلين (ماجي إلى الخارج). وقد انعكست بعض ردود أفعال اليساريين إلى بعض الأغاني في هذه الفترة (تنحي يا مرجريت)، (نعرة العز، الفيس كوستيلو)، (مارغريت هود، وموريسي)،(الأم الأكثر علما، ريتشارد طومسون).
وعلى الرغم من أنها وقفت ضد دعم الشذوذ الجنسي لدى الذكور (انظر حياتها السياسية في الفترة من 1950 ل 1970) إلا أنها قالت في مؤتمر الحزب عام 1987 (أن احترام القيم الأخلاقية والعادات والتقاليد هي ضروروات يجب أن يتعلمها أطفالنا، وأن المثلي الجنسي هو حق أساسي من الأشياء التي تدرس). وقد بدأ بعض المحافظين حملة لمكافحة الشذوذ الجنسي في المجتمع. وفي ديسمبر 1987 صدر قرر بمنع تدريس الشذوذ الجنسي (نوع من العلاقات المشروعة) في المدراس بالقانون وذلك بعد جدال كبير. وبالفعل تم إبطال العمل بهذا القانون بعد ذلك.
ونتيجة للإصلاحات الاجتماعية التي تمت فقد تأسس نظام تعليم يوفر فرص العمل مشابه للنظم الموجودة في الولايات المتحدة الأمريكية المقامة للبالغين.
وفي أواخر الثمانيات، فقد بدأت ثاتشر بالاهتمام بالقضايا البيئية وذلك من واقع خبرتها في المجالات الكيميائية. وفي عام 1988 ألقت بيانا هاما فيما يخص مشاكل الاحتباس الحراري، واستنفاذ طبقة الأوزون، والأمطار الحمضية. وفي عام 1990 أسسست مركز هادلي للأبحاث من أجل الأبحاث وتنبؤات الأرصاد الجوية. وقد عرضت في كتاب (فن الحكم)-الذي نشر في عام 2002 في معارض فنون الدولة- الأسباب التي تؤدي إلى حدوث الاحتباس الحراري. (أن التدابير والإجراءات الدولية لمكافحة المشاكل البيئية يجب أن تتخذ، ولا ينبغي أن نقف عائقا أمام نمو وتطور اقتصادنا، لأنه بدون بدون دفع تكاليف التطوير اللازمة لحماية البيئة لا يمكن خلق وتحقيق الازدهار والرفاهية في المجتمع).
وقد صرحت في بيان لها في بروج، بلجيكا 1988 عن القرار الذي اقترحته الجماعة الأوروبية بتحويلها إلى هيكل اتحادي وجعلها مركز لصناعة القرار. وبدعم هذا القرار بدعم عضوية المملكة المتحدة، فإن ثاتشر تؤمن بدور المفوضية الأوروبية في السوق الحرة وقدرتها على تحقيق شروط المنافسة الحرة والمؤثرة، وأنها تخاف من انعكاس إصلاحاته في المملكة المتحدة فيما يخالف لوائح المفوضية الأوروبية.(أن سبب عدم تضييق حدود الدولة يرجع إلى نجاحها في المملكة المتحدة، وتوسعت مرة أخرى على النظام الأوروبي، وأن تأسيس الدولة الأوروبية العليا ليست لإعادة الهيمنة من جديد على المنطقة في بروكسل).
قد عارضت المفوضية الأوربية وبشدة قرار الاتحاد الاقتصادي والفني بتحديد عملة واحدة لتحل محل كل العملات الوطنية الموجودة. وقد تسبب هذا القرار في العديد من الاحتجاجات التي قام بها القادة الأوربيون الآخرون، وقد تم الكشف عن صدع عميق فيما يخص السياسة الأوروبية في حزب المحافظين.
وقد قامت ثاتشر بزيارة رسمية إلى تركيا في الفترة من 6 ل 8 أبريل 1988. وقد تمت مناقشة العديد من الموضوعات الهامة في المنطقة ومنها طلب تركيا الانضمام إلى الاتحاد الأوروبي، الاقتصاد التركي الجديد، وجلب الاستثمارات من المملكة المتحدة، مشكلة قبرص، والحرب بين إيران والعراق، ومشكلة فلسطين. وقالت ثاتشر في المؤتمر الصحفي الذي حضرته مع تورغوت أوزال، (كما تعلمون، أن المملكة المتحدة تكون صديقة لتركيا وأوروبا، وأن اتفاقية التعاون المشترك بين تركيا وأوروبا تريد أن تحظى بالكثير من التقدم والتطور)
وقد انخفض الدعم الشعبي لثاتشر وذلك بسبب زيادة أسعار الفائدة من أجل تحقيق الازدهار الاقتصادي. وقد اتهمت ثاتشر وزير الخزانة نايجل ليسون بالاتحاد النقدي الأوروبي . وفي نوفمبر عام 1987 صرحت ثاتشر في المقابلة التي أجرتها مع صحيفة فاينانشال تايمز (أنها لم تكن لها دراية بهذه السياسة ولم تكون موافقة عليها)
وقالت أيضا في الاجتماع الذي أقيم قبل انعقاد مؤتمر قمة الاتحاد الأوروبي في مدريد في يونيو 1988 بحضور لوسون ووزير الخارجية وجيفري هاو أنها أجبرت على قبول الشروط الواجبة من أجل الانضمام إلى آلية سعر الصرف التي أعدها الاتحاد النقدي. وقال كلاهما في الاجتماع أنهم سيقدمون استقالتهم في حالة عدم قبول شروط ثاتشر. وقد سمح لثاتشر بالتشاور مع مستشار الآن واترز من أجل التشاور في المواضيع الاقتصادية ومع ذلك رفض هاو هذا. وقد قدم لوسون استقالته في أكتوبر 1989. ولكن الفصل بين السياسين ذو الحنكة السياسية المخضرمة هاو ولسون أضعف فريق ثاتشر. وفي هذه الحالة أظهرت قوتها كرئيسة للوزراء ولم تظهر تسامحها ولا قبولها لوجهات النظر المختلفة.
وفي نفس هذا العام تنافست مع أنتوني ماير من أجل قيادة حزب المحافظين. ولو تنازلت ثاتشر لماير بكل سهولة فإنه تعطيه 60 صوتا أو بعدم انضمامها للانتخابات فهذه فرصة كبيرة من أجل تولي رئاسة الوزراء. ومن جانب آخر فإن أنصار الحزب قد دعموها لمدة 10 سنوات كرئيسه للوزراء، ومجموع الأصوات 370 صوت معلنيين أن هذه هي النتيجة النهائية 
إن نظام الضرائب الواقع في برنامج حزب المحافظين في انتخابات عام 1987 الذي تهدف به ثاتشر لرفع ضرائب الحكومة المحلية، أدرج إلى التطبيق في عام 1989 في اسكتلندا، وفي 1990 في إنجلترا وويلز. وأن الحسابات المعتمدة على أساس الأصول بدل من الضرائب المحلية والمعروفة باسم الجزية، والتي تساوي بين الجميع في دفع الضرائب أدت إلى العديد من ردود الفعل السلبية والإضرابات في الشوارع 
وواحدة من آخر الأعمال لرئيسة الوزراء ثاتشر هي إرسال قوات عسكرية إلى الشرق الاوسط لإنهاء الحرب بين الرئيس الأمريكي جورج بوش وصدام حسين من الكويت. وكان لبوش بعض التحفظات على هذه الخطة ولكن ردت ثاتشر رداّ عنيفا قائلة (لا يوجد وقت للتردد)
وقد أعطيت تعليمات لخفض معدلات الفوائد إلى 1 % إلى وزير الخزانة الجديد جون مايجور وذلك في يوم الجمعة قبل مؤتمر حزب المحافظين بيوم في أكتوبر 1990. وقد قام مايجور من أجل الحفاظ على الاستقرار النقدي أقنع الإدارة الوحيدة بالانضمام إلى إليه سعر الصرف في نفس الوقت طبقا لشروط مدريد ، كانت ثاتشر صلبة أمام دعوة ملك السعودية الملك فهد بضرورة بناء التحالف الدولي لصد هجوم صدام على السعودية تحركت باسم حكومة بلادها وعقدت مؤتمراً صحفيا مع الرئيس الأمريكي جورج بوش الأب لإعلان الحرب على تدخل الفعلي تمكنت ثاتشر أن تسحق الرئيس العراقي كما فعلت مع الأرجنتين .

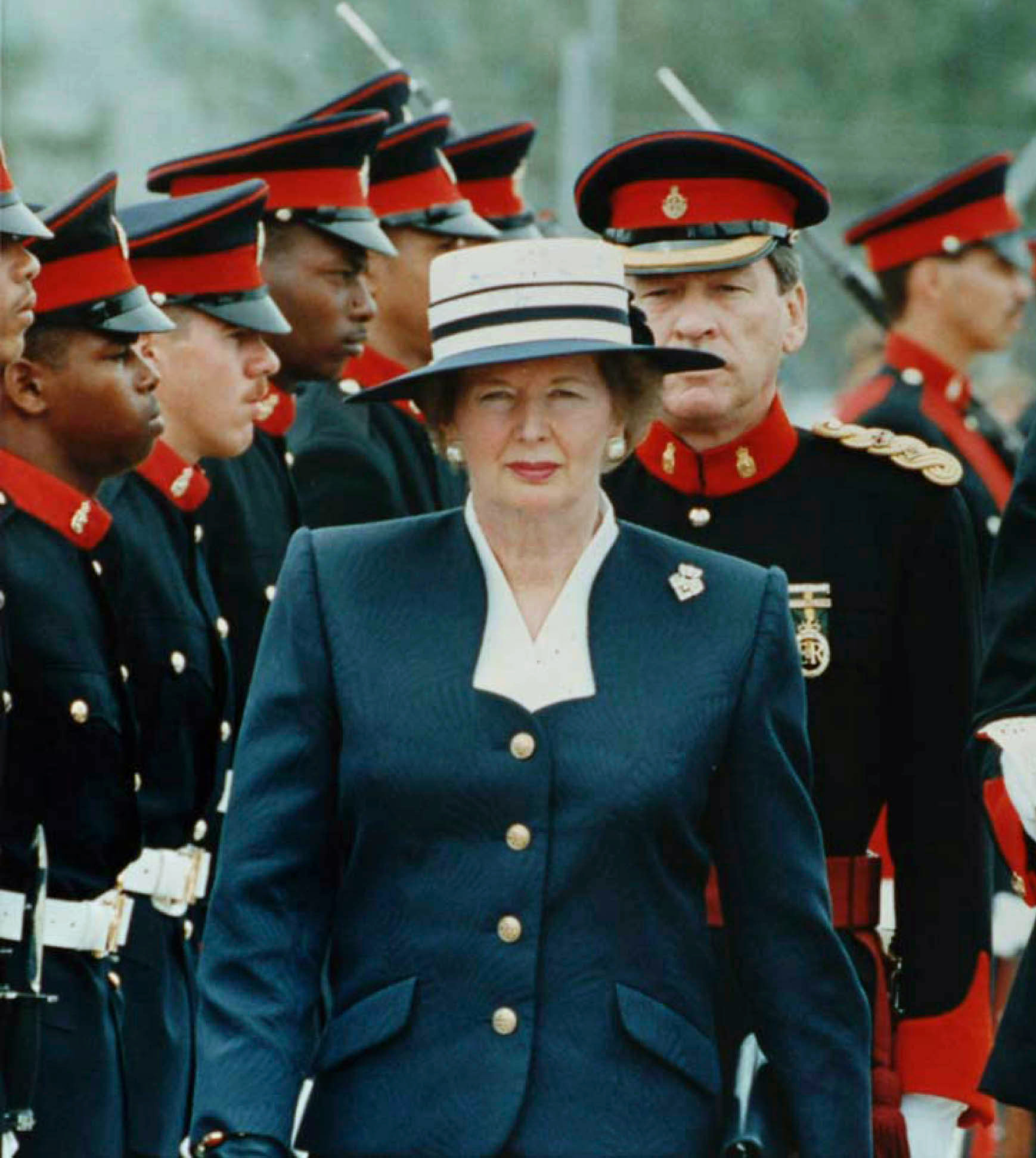
عندما كانت تسيطر ثاتشر مع عساكر البرمودة 12 ابريل 1990

### سقوطالسلطة
إن إبعاد ثاتشر عن السياسة من وجهة نظر الآن كلارك هي واحدة من أهم الحلقات الأكثر دراماتيكية في التاريخ السياسي البريطاني. لا يمكن هزيمة رئيس وزراء أقام في الحكم فترة طويلة فهو حدث لا يصدق للوهلة الأولى. ومع ذلك فإنه بحلول التسعينيات فإن سياسة ثاتشر لإدارة الضرائب المحلية، إساءة إدارة ثاتشر لاقتصاد الحكومة الذي انتشر في الرأي العام (حيث أنها حققت 15 % ارتفاع في أسعار الفائدة، وأصحاب المنازل، وسهلت الطريق إلى تآكل دعم طبقة رجال الأعمال)، والتقسيمات التي ظهرت بداخل حزب المحافظين فيما يخص التكامل والتعاون مع أوروبا، وأظهر أيضا ضعفها وضعف الحزب في الساحة السياسية.
وفي 1 نوفمبر 1990 فقد قدم جيفري هاو أقدم وأكثر حليف لثاتشر استقالته من وظيفة مساعد مساعد رئيس الوزراء احتجاجا على سياسة ثاتشر. وقد شجعه منافسه القديم مايكل هيزلتاين على الترشح لزعامة الحزب ونجح في الجولة الثانية بعدد أصوات أكثر متخطيا بها الجولة الأولى. وعلى الرغم من أنه أراد المنافسة في الجولة الثانية في السابق إلا أن ثاتشر اتخذت قرار بالانسحاب من الانتخابات بعد التشاور مع أعضاء الحكومة. وقد أعلن يوم 22 نوفمبر الساعة التاسعة صباحا عدم قبولها مرشح لرئاسة الوزراء في الجولة الثانية. وعقب ذلك تم الإعلان فيما يخص تقديم الاستقالة في وسائل الإعلام 
(بعد استشارة زملائي بشكل دقيق، قد اتخذت قرار بالانسحاب من انتخابات من أجل تحقيق النجاح في الانتخابات القادمة ومن أجل وحدة الحزب، ومن أجل ترك فرصة إلى أعضاء آخرين من الحكومة واحب أن أقدم الشكر إلى كل شخص دعمني وإلى كل الحكومات في الداخل والخارج اللذين وقفوا بجانبي)
وقد انتهز مغلوب الفرصة لقول أحد العبارات الموثرة أثناء التصويت على الثقة ضد الحكومة في مجلس العموم ضد ثاتشر : (هي متعلقة بالعملة الموحدة.. وتعتمد هذه السياسة الأوروبية على الاتحاد الأوروبي).
وقد دعم جون ميجور وفاز بسباق زعامة الحزب. وفي المسح الذي أعلن عقب إعلان استقالة ثاتشر اتضح أن الشعب البريطاني قلُت إيجابيته من 52 % إلى 48 %. وعندما عقد المؤتمر السنوي عام 1991 فقد استقبلت بتصفيق حاد لمدة دقائق في بشكل ليس له مثيل من قبل ولكن رفضت دعوات التي أقيمت من أجل تفضلها بالحديث في المؤتمر. ومع ذلك بعد استقالتها من رئاسة الوزراء تحدثت في مجلس العموم من حين لآخر. وانفصلت عن البرلمان بعد الانتخابات التي أقيمت في 1992.

### حياتها ما بعدالسياسة
لقبت بلقب (البارون) في عام 1992. وبهذا اللقب تمكنت من الدخول إلى مجلس اللوردات. وقد ألقت العديد من الخطب التي تنتقد بها معاهدة ماستريخت في المجلس. وقالت منتقدة هذه المعاهدة بأنها (ترجع بنا إلى الخلف كثيرا)، وقالت في عام 1993 أنها لم توقع هذه المعاهدة إطلاقا. وقد قدمت طلب لعمل استفتاء عام على هذه الاتفاقية، ووفقا إلى تأييد ثلاثة من الأحزاب لهذه الاتفاقية فقد أرادت تدخل الرأي العام 
وفي أغسطس لعام 1992 قد نادت بضرورة وقف هجوم حلف شمال الأطلسي على الصرب في غوازدة وسراييفو وحماية جمهورية البوسنة والهرسك. وقالت معلقة على الأحداث في البوسنة (أن هذا العنف ذكرني بوحشية النازيين). وقالت أيضا في شهر ديسمبر لنفس العام أنه يمكن أن تحدث إبادة جماعية للشعوب في البوسنة. وفي أبريل لعام 1993 قالت ثاتشر عقب أول مذبحة في سربرنيتشا (أنني لم أرى مثل هذا من قبل في أوروبا ولكنني أظن أننا سوف نرى الكثير من هذه المذابح وجرائم القتل)
وبعد استقالتها من رئاسة الورزاء في عام 1990 فقد دعتها الملكة إلى إحدى الخطوبات الكبيرة في المملكة المتحدة وكفائتها بهدية الخطوبة. وبجانب ذلك أعطت إلى زوجها دنيس ثاتشر البارونية في عام 1991 (حتى أن ابنهما مارك، يمكن أن يلقب بهذا اللقب ألا وهو لقب النبالة). وكانت هذه أول منحة للقب البارون (النبولية) منذ عام 1965. وفي يونيو 1992 كانت تحصل على مرتب سنوي يقدر ب 250 ألف دولار في العام بشركة فيليب موريس وكلفت المستشار الجيوسياسي بالتبرع ب 250 ألف دولار كوقف سنوي 
وفي الفترة من 1993 ل 2000 قد ترأست جامعة وليام وماري في الولايات المتحدة الأمريكية التي أنشأها فريجينيا بالميثاق الملكي في عام 1693. وبالإضافة إلى ذلك فقد شغلت منصب عميد جامعة باكنغهام الجامعة الخاصة الوحيدة في المملكة المتحدة، وتقاعدت في عام 1998. وفي عام 1995 قد حصلت على لقب الفروسية وهو أعلى لقب في المملكة المتحدة وذلك في عضوية مركز الرباط. أما في عام 1997 فقد حصلت على جائزة الحرية رونالد ريغان من نانسي ريان السيدة الأمريكية الأولى السابقة. وقد كتبت مذكراتها في مجلدين (الطريق إلى السلطة، داوننغ ستريت). وقد قالت ثاتشر في حوارها مع هيئة إذاعة البريطانية أن ما تسبب في استقالتها من رئاسة الوزراء هو إحساسها بالخيانة والإهانة.
ومع استمرار دعم الرأي العام لها قالت ثاتشر في حوار خاص إوضحت عن عدم رضاها عن سياسة جون ميجور. وقد تسربت هذه الأخبار إلى الصحافة ونشرت. وانتقدت سياسة حكومة مايجور في زيادة الإنفاق العام وزيادة الضرائب ودعمهم للتكامل الأوروبي. وعقب انتخابات زعيم حزب العمال بلير في 1994 قالت في مقابلة مع بلير (أن بلير هو أكثر القادة احتراما ونجاحا منذ هيو غيتسكيل وأنني أرى أنه من أهم الاشتراكيين، ولكن بلير ليس واحد منهما أعتقد أنه تغير فعلا). وعقب الانتخابات التي نتج عنها هزيمة حزب المحافظين لحزب العمال قالت ثاتشر في انتخابات رئاسة الحزب (أنها تدافع عن التكامل والتفكير الأوروبي فيما يخص أمور الدولة) وقالت مدافعة عن كينيث كلارك أنه يمكن أن يكون رئيس أفضل 
وعقب انتخابات الحزب الجمهوري التي تمت بوساطة حزب العمال قالت ثاتشر داعمة دونجان سميز وأنه من الممكن أن يكون رئيس جيد للمرحلة المقبلة ودافعة أيضاً عن فكر التكامل الأوروبي وتبني الأفكار الجديدة التي تخدم الدولة 
وقد وضحت في كتابها-(دولة الفن) الذي يعبر عن الاستراتيجيات للعالم المتغير في عام 2002 -عن تطور العلاقات الدولية بعد استقلاتها في عام 1990. وقد ناقشت الأجزاء الخاصة بالاتحاد الأوروبي والسيادة الوطنية للملكة المتحدة للحفاظ على شروط عضوية المراجعة في فصول كتابها، وإذا لم ينجحوا في ذلك سينفصل من الاتحاد الأوروبي وينضم إلى نافتا. وبتشكل هذه الأقسام بدأت سلسلة من المقالات في صحيفة التايمز بدءاً من الاثنين 18 مارس لكنها توقفت في 22 مارس وذلك بسبب مرورها بظروف صحية بعد البيان الذي ألقاه الأطباء في 22 مارس وذلك بسبب تدهور الاوضاع السياسية. وقد أصبح وضعها حساسا بسبب مرورها بالعديد من السكتات الدماغية الصغيرة. وقد توفي دنيس ثاتشر في 26 يونيو 2003 وتم دفنه في 3 يوليو. وقد ذكرت ثاتشر زوجها في كتابها سنوات داوننغ ستريت (لم تكن رئاسة الوزراء هي وظيفتي فقط حيث أنني لم أكن أبداً وحدي في إدارة هذا الحشد الكبير لكن دنيس لم يتركني لوحدي أبداً فكان لي نعم الرجل ونعم الزوج ونعم الصديق).
وفي 11 يونيو 2004 قالت ثاتشر كلمة وداع مؤثرة للغاية بتسجيل فيديو في تأبيين رونالد ريغان الرئيس الأسبق للولايات المتحدة الأمريكية وصديقها في كاتدرائية واشنطن الوطنية. وبسبب إصابتها بالعديد من السكتات الدماغية كل واحدة تلو الأخرى بدأت في الابتعاد وبالنظر في تاريخ الخطاب وجد أنه تم تسجيله من فترة طويلة.
وفي الاجتماع الخاص الذي عقدته مع نواب حزب المحافظين في ديسمبر 2004، صرحت أنها ضد مشروع الذي أعلنت عنه الحكومة البريطانية الخاص بإخراج السكان. وان هذه القرار يعد قرار إجرامي وأنه لا ينتمي لدولتنا بأي صلة). وقد احتفلت ثاتشر بعيد ميلادها 80 وذلك في 13 أكتوبر 2005 خلال الحفل الذي أُقيم في فندق ماندارين أورينتال في هايد بارك
وقال جيفري هاو فيما يخص حياة ثاتشر السياسية (أنها حققت العديد من الانتصارات الكبيرة، وبمجيئها مرة أخرى إلى حزب العمال فسوف لا يحدث أي تغيير في الوظيفة الأساسية للثاتشرية وستقبل كما هي). وفي سيتمبر 2006 انضمت ثاتشر إلى المؤتمر الذي عُقد بمناسبة الذكرى الخامسة لهجوم 11 سبتمبر الذي حضرته مع نائب الرئيس الأمريكي ديك تشيني وفي أثناء الزيارة التقت بوزيرة الخارجية الأمريكية كوندوليزا رايس.
وقد نقلت ثاتشر إلى المستشفى وذلك أثناء حفل العشاء الذي أقامه مجلس اللوردات في 2008. وصرحت ابنتها كارول أنها تعانى من فقدان الذاكرة.
وفي عام 2010 دعت ثاتشر إلى الاحتفال بعيد ميلادها ال 85 وذلك بمقر رئاسة الوزراء أثناء تنصيب رئيس الوزراء الجديد ديفيد كاميرون. ولكن لم تلبِّ ثاتشر هذه الدعوة بسبب حالتها الصحية. وتم دعوتها إلى زفاف الأمير ويليام وكيت ميدلتون ولكنها لم تستطع الذهاب بسبب مشاكلها الصحية مرة أخرى 
ودعيت ثاتشر إلى حضور الاحتفال بيوم الاستقلال الأمريكي في 4 يوليو 2011 وذلك لافتتاح تمثال رونالد ريغان على مسافة 3 ونص متر من أمام السفارة الأمريكية في لندن وكان من المتوقع أنها تأتي ولكنها لم تتمكن من الحضور بسبب حساسة وضعها الصحي 
وفي 31 يوليو 2011 أعلن عن إغلاق مكتب ثاتشر بمجلس اللوردات  ومرة أخرى يوليو 2011 تمام اختيار رئيس المملكة المتحدة الأكثر نجاحا على مدى ثلاثين عاما في الاستفتاء الذي أجرته شركة الأبحاث إيبسوس موري 

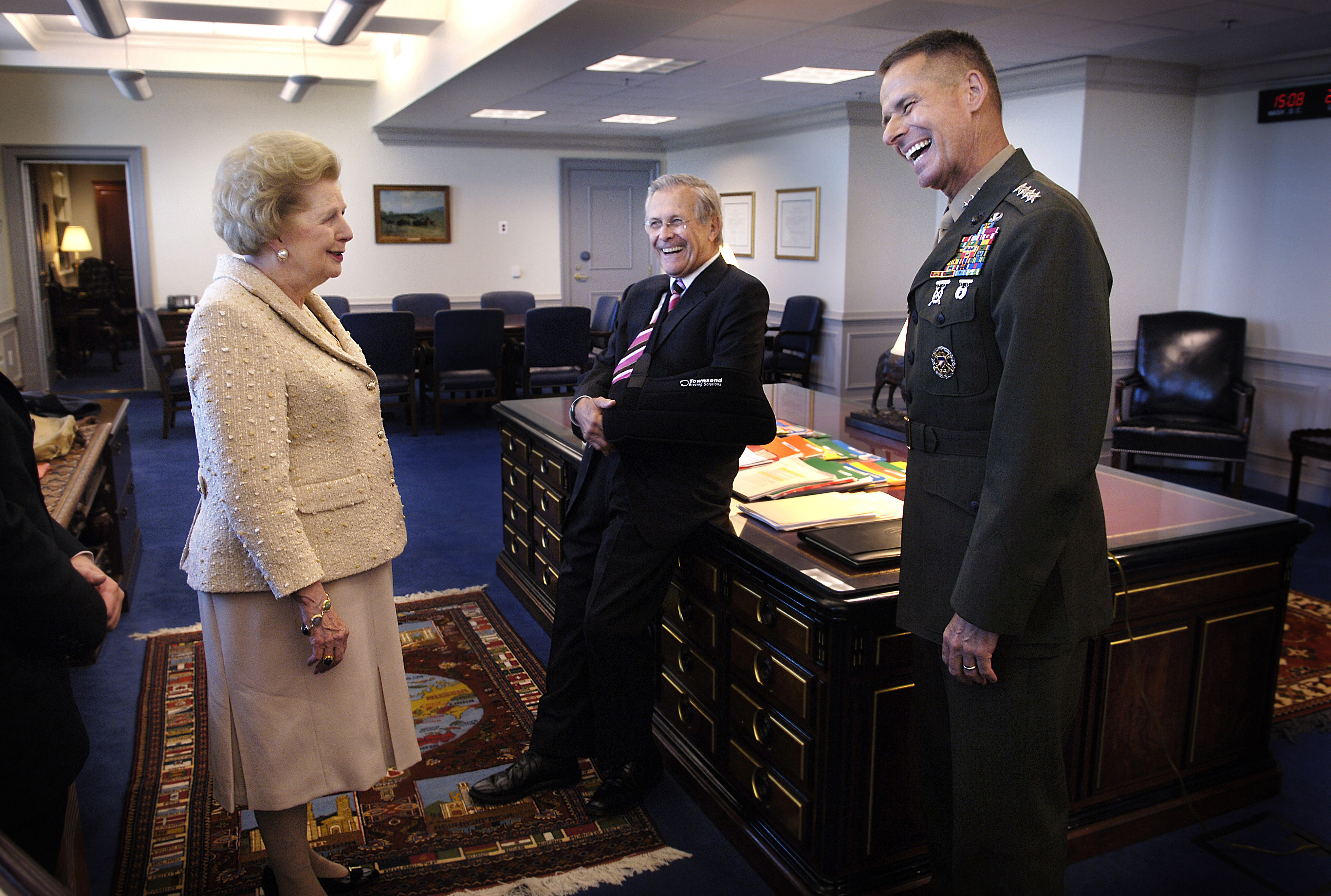
عندما كانت مارجريت ثاتشر تتحدث مع دونالد رامسفيلد وزير الدفاع الأسبق للولايات المتحدة الأمريكية والجنرال بيتر بايس في البينتاجون في 12 يونيو 2006

### الوفاة
أصيبت ثاتشر بسكتة دماغية في منزلها بلندن في صباح يوم 8 أبريل 2013 وكانت تلتقط أنفاسها الأخيرة. ودفنت بجانب زوجها في حديقة مستشفى تشيلسي الملكي في لندن ، أجريت لها مراسم عزاء لا تقام عادة لملوك بريطانيا وكان أول الحاضرين مراسم العزاء الملكة إليزابيث الثانية .

### تأثيرها فيالمجتمع
تسبب اسم ثاتشر في حدوث الإستقطاب في المجتمع لأن الأحزاب والائتلافات السياسية استقبلت السياسية المناخية الإيديولوجية التي اتبعتها ثاتشر بالعديد من الانتقادات وردود الفعل المختلفة. ومن إحدى الانتقادات التي وجهت إلى ثاتشر وسياسها بأنها تعمل على تدمير المجتمع بالرفاهية التي تتبعها. وواحدة من الكلمات التي تنسى لثاتشر على مدار التاريخ تعليقا على هذا الانتقاد (أنه لا يوجد شيء مثل هذا المجتمع). وقالت ثاتشر في الحوار الصحفي الذي أجرته مع الصحفي التابع لجريدة دوغلاس كاي النسائية: (أن معظم الأشخاص يعتقدون أنهم عندما تواجهم مشكلة أنه على الحكومة حلها لدى مشكلة، يجب أن تساعدني أو أنني بلا مأوى يجب على الحكومة أن تعطيني منزل فإنهم بذلك يحملون المجتمع مشاكلهم الشخصية. هل تعلمون أنه لا يوجد شيء يسمى كذلك في المجتمع ولكن توجد أفراد من الشباب والإناث وتوجد عائلات، وأن الحكومة لا تستطيع فعل شيء بدون وجود هؤلاء الأشخاص، فلهذا السبب يجب على هؤلاء الأفراد تغيير وتحسين نفسهم قبل كل شيء).
وقال أحد المعلقين مثنيا على حديث ثاتشر بأنها ستنقذ الاقتصاد البريطاني من الركود والاضمحلال. وفي استفتاء أجرته مجلة نيو ستيتسمان في 2006 لقبت ثاتشر بلقب (بطل زماننا) بالمركز الخامس. أما مجلة السبب فقد لقبتها بأنها (بطلة الحرية). وفي السبيعينات فقد عرفت المملكة المتحدة على أنها (رجل أوروبا المريض) مثل تركيا في أوائل القرن العشرين، وأكد المعلقون أنه لا يمكن أن تستمر الدولة كذلك بأي حال من الأحوال. وعلى الرغم من ذلك أصبحت المملكة المتحدة واحدة من أكثر الدولة المتطورة اقتصاديا في العصر الحديث في أوروبا.
عبّر النقاد عن المشاكل الاقتصادية الموجودة في السبعينيات بشكل مبالغ فيه حيث تحدثوا عن زيادة أسعار البنزين نتيجة لأزمة النفط وذلك نتج عن عوامل خارج سيطرة الحكومة البريطانية ولكن هذه العوامل ستساعد أيضا على ضرب الاقتصاد. ونتيجة لذلك فإنه بعكس ادعاءات أنصار ثاتشر، فقد بدأوا بتكوين النقابات العمالية بسبب الركود الاقتصادي أو الاشتراكية. وشكك النقاد في المصادر التي اعتمدت عليها ثاتشر من الضرائب المأخوذه على النفط القادم من بحر الشمال، وفي الانتعاش الاقتصادي العالمي الذي شهدته الفترة التي حكمت بها ثاتشر البلاد.
وقد تغيرت آراء وانتقادات الرأي العام البريطاني فيما يخص ثاتشر. ووفقا إلى استطلاعات الرأي التي ظهرت في التلفزيون ووسائل الإعلام فقد تم وضع ثاتشر في قائمة (من أعظم 100 بريطانيين) وحصلت على المرتبة السادسة كواحدة من أهم الأشخاص اللذين مروا في العالم في 2002. وعلى الرغم من ذلك فقد حصلت على المركز الثالث من قائمة (أسوأ 100 بريطاني) في عام 2003. ولكن في النهاية فإنه لا يكاد أي شخص ينكر دور ثاتشر في القرن العشرين فكانت أكثر السيدات فعالية في جميع أنحاء العالم في هذه الفترة. وخالص التقدير لثاتشر الذي سار على منهجها في السياسة والاقتصاد توني بلير الذي اختير ثلاث مرة ككقائد لحزب العمال. وقد اعترف بلير بمدى شكره وفضل ثاتشر عليه في لقاء له في عام 1995 حيث قالت عنه  (أنه ربما الأفضل من بعد هيو غيتسكيل زعيم حزب العمال، وأنني أرى الاشتراكية خلف هذه الحزب ولكن ليس هذا بلير أعتقد أنه تغير)
ومن ناحية أخرى فإن التأثيرات الاقتصادية تنقسم إلى قمسين هما كفاءة السوق والنمو على المدى الطويل. وهذه هي أول العناصر التي تم الجدال عليها. حيث انخفض معدل البطالة في نهاية المطاف، ولكن وقعت بعد هذه الإصلاحات الجذرية العديد من الخسارة في سوق العمل. وقد تسبب هذه الإصلاحات في ضعف القوانيين النقابية وإلغاء القواعد التي تحكم الأسواق المالية المغطاة. وبهذا النهج فقد أصبحت لندن هي مركز الأعمال في المدينة والعاصمة المالية في أوروبا. وكان من بين هذه الإصلاحات هي خدمات الاتصالات والنقل العامة. أما فشل النمو على المدى البعيد فقد انخفضت جودة التعليم والاستثمارات الخاصة بالبحث والتطوير 
تغيرت وجهات نظر الشعب تجاه ثاتشر بعد ذلك. ولكن ما زالت توجد بعض المشكلات في أجزاء كبيرة من اسكتلندا، ويلز (يوتا)، وأيرلندا الشمالية وأيضا في مدن شمال إنجلترا ولا بعض القرى في المدن الأخرى. وقد قامت العديد من الشعب بالإضرابات الخاصة بالمناجم وذلك بسبب انهيار الصناعات الثقيلة، وتفكك عائلاتهم. وبذلك تحولت آراء القطاعات التعدين والصناعة ضد ثاتشر، وانعكس ذلك على أصواتهم في الانتخابات التي تمت في عام 1987 في جنوب إنجلترا، والمناطق الريفية الشمالية. وبذلك حصلت ثاتشر على أصوات قليلة من أماكن مختلفة بالدولة. أما من ناحية السياسة الزراعية المشتركة لا تزال مدعومة بشكل كبير حتى الآن في الزراعة البريطانية، ومن ناحية أخرى فقد تراجعت قطاعات أخرى من هذا الاقتصاد المتأخر . ودعم ثاتشر لمثل هذا التغيير الجغرافي قد أدى إلى رغبتهم في الحكم الذاتي وزيادة الاغتراب إلى بعض المناطق مثل إسكتلندا وويلز 
وهذه الآراء توجد لها وجهات نظر موازية في الخارج. وتظهر ثاتشر في الحلف اليساري على أنه تستخدم القوة لسحق الشعب، وأنها تعمل ضد مصالح الطبقة العامة والطبقة الوسطى وتسليم الإصلاحات الاجتماعية والأعمال الهامة إلى طبقة رجال الأعمال والأثرياء. ولكن هذا تم تصويره من خلال الساخرين. فعلى سبيل المثال فإن المغنية الفرنسية رينو قد أظهرت في أغنيتها (ميس ماجي) أن النساء هم ليسوا من سلالة الرجال اللذين يفشلون. وثاتشر هي واحدة من تلك النساء الاستثنائيين. أما ثاتشر في الحلف اليميني تظهر على أنها تعارض النقابات القوية وتقف في وجهوهم، وأنه لا يمكن القضاء على الركود في الاقتصاد بكل بساطة. ومع ذلك فإن رد الفعل السلبي لمعظم الناس على خطاب ثاتشر لا يمكن الاعتراف به بكل سهولة.
إن ثاتشر واحدة من القوميين الأيرلنديين، وسيذكر التاريخ السياسي أنها تجنبت الجلوس للمفاوضات مع الجيش الجمهوري الأيرلندي. وقد قام النقاد بالدفاع عن تأخير هدوء الاضرابات في أيرلندا الشمالية. وللتخفيف من حدة المشكلة في أيرلندا الشمالية قامت حكومة ثاتشر قامت بتوقيع اتفاقية مع جمهورية أيرلندا ولكن لم يتغير الوضع كثيرا. وقد تبين في تحقيق سكوت في 1996 عن بيع حكومة ثاتشر للأسلحة التكنولوجية إلى العراق أثناء حرب إيران والعراق حتى أنهم قدموا لهم الدعم 
قد عملت ثاتشر على تغيير المشهد السياسي في بريطانيا بشكل جدي وذلك لعمل توافق في الآراء بين أحزاب اليسار واليمين وتسبب هذا في اتجاه الطرفين إلى الطرق الصحيحة. وقد قبل حزب العمال الجديد العديد من المتبنيين المبادئ السياسة والاقتصادية الجادة. وقد وضعت الحكومة مبادئ الرفاهية لحكومات الأحزاب مثل حزب العمال وحزب المحافظين حتى حكومة إدوارد هيذر في الخمسينيات. طبقت ثاتشر مبادئ الدولة الرفاهية، ولم ترجع بعد عهد ثاتشر. ولكن استمرت سياسة الخصخصة التي بدأت في عصر ثاتشر ولكن قلت المؤثرات الاقتصادية لحزب العمال وحزب المحافظين وتقلص دور القطاع العام ذلك بعد ترك ثاتشر الوزارة.
وما زال تأثير ثاتشر على النقابات البريطانية مستمرا حتى الآن. وقد قامت الكثير من إضرابات لعمال المناجم في الفترة من 1984-1985. ولكن بعد كل هذه الإضرابات لم تهدئ قوة النقابات إلى مرجعها مرة أخرى في السبعيينيات. وانخفض معدل النقابات ولم يتمكنوا من عمل تنظيمات حقوقية لتقليل هذه الإضرابات. حتى تدخل حيوي للعمال من أجل تخفيف العلاقات مع الحركة النقابية.
ولكن ظلت قوة تأثير ثاتشر كما هي في حزب المحافظين. وبمجيئ جون مايجور إلى السلطة كان من معارضيه وليام هيج، إيان دنكان سميث، مايكل هوارد، ثاتشر أي وحدث تصارع مع بعضهما داخل المجلس والأحزاب المختلفة. وبذلك بدأت إدارة ديفيد كاميرون في عام 2006 ويهدف إلى منع الهوس والجدل في الأحزاب 

### تأثيرها على الثقافات
وكانت ثاتشر هي أول رئيسة للوزراء في المملكة المتحدة ينصب لها تمثال في المجلس العمومي في فبراير 2007. وقد صمم هذا التمثال من البرونز، ويقف أمام الهيكل وينستون تشرشل. وقام إنتوني دوفورت بنحت هذا التمثال وقام فيه برفع يدها اليمنى في العروض الجوية كمان تفعل ثاتشر وهي تتحدث في البرلمان. وذكر تمثال ثاتشر على أنه تمثال عظيم وكبير (ولو أنه صنع من الحديد لكان أفضل)
وكانت مارغريت ثاتشر محور العديد من المسرحيات، والبرامج التلفزيونوية، والأفلام الوثائقية، والتلفزيون والأفلام الروئاية. وأن فيلم جزر فوكلاند الذي قام ببطولته مايكل صامويل تألق فيه دور باترشيا هودج تاشتر. وتوجد ثلاثة أفلام تم فيها تمثيل دور ثاتشر بشكل مباشر وهما نيال ميكروميك والذي قام بإخراجه مارغريت ثاتشر. وفيلم الطريق الطويل إلى فينشلي وهو فيلم تلفزيوني لأندريا ريسبورغ وجيمس كينت كانت تقوم بدور مارغريت ثاتشر. وفيلم ليندساي دنكان الذي أخرجه لويد باهيلدا والذي عرض فترة إصابتها بمرض الزهايمر  بوصفها المرأة الحديدية ودمير ليدي  في فيلم مريل ستريب .

## الألقاب والجوائز والأوسمة
أصبحت ثاتشر مستشارة خاصة بعد أن أصبحت وزيرة الدولة للتعليم والعلوم في عام 1970. كانت أول امرأة تحصل على حقوق العضوية الكاملة كعضو فخري في نادي كارلتون عندما أصبحت زعيمة حزب المحافظين في عام 1975.
كُرّمت بصفتها رئيسة للوزراء بوسامين وطنيين. حصلت على الأول في 24 تشرين الأول/أكتوبر عام 1979، وهو زمالة فخرية (مع مرتبة الشرف) من المعهد الملكي للكيمياء، وحصلت على الثاني في 1 تموز/يوليو 1983، وهو زمالة الجمعية الملكية.
عُينت بعد أسبوعين من استقالتها عضوًا في مؤسسة منظومة الاستحقاق من قبل الملكة. كان يحق لثاتشر استخدام لقب الشرف «السيدة»، وهو اللقب الذي مُنح لها تلقائيًا والتي رفضت استخدامه.

## وصلات خارجية
- مارغريت ثاتشر على موقع IMDb (الإنجليزية)
- مارغريت ثاتشر على موقع الموسوعة البريطانية (الإنجليزية)
- مارغريت ثاتشر على موقع مونزينجر (الألمانية)
- مارغريت ثاتشر على موقع ميوزك برينز (الإنجليزية)
- مارغريت ثاتشر على موقع إن إن دي بي (الإنجليزية)
- مارغريت ثاتشر على موقع ديسكوغز (الإنجليزية)
- مارغريت ثاتشر على موقع قاعدة بيانات الفيلم (الإنجليزية)
- أعمال أو نبذة عن مارغريت ثاتشر على أرشيف الإنترنت
- أعمال مارغريت ثاتشر في ليبري فوكس
- مرات الظهور على سي-سبان
- مارغريت ثاتشر أخبار متعلقة على موقع صحيفة الغارديان
- أخبار مُجمّعة وتعليقات عن مارغريت ثاتشر في موقع صحيفة نيويورك تايمز.